# Heterokrohnia furnestinae
Heterokrohnia furnestinae är en djurart som tillhör fylumet pilmaskar, och som beskrevs av Casanova och Chidgey 1987. Heterokrohnia furnestinae ingår i släktet Heterokrohnia och familjen Eukrohniidae. Inga underarter finns listade i Catalogue of Life.